# POPMALL
『POPMALL』（ポップモール）は、なにわ男子の2枚目のスタジオ・アルバム。2023年7月12日に発売された。

## 概要
本作の発売は5月10日になにわ男子の公式Instagramアカウントで配信されたインスタライブ「#なにわと全力笑顔インライ」で、7月27日から大阪城ホールを皮切りに全国8都市9会場全44公演をまわる全国ツアー『なにわ男子 LIVE TOUR 2023 'POPMALL'』の開催決定と共に、5月11日午前11時の一般情報解禁前にメンバーから直接発表された。「歌のショッピングモール」のように、様々な“ポップ”、ジャンルの楽曲を集めたバラエティに富んだアルバムとなっている。
最新シングル「Special Kiss」、3rdシングル「ハッピーサプライズ」、ファイントゥデイ「シーブリーズ」CMソングの新曲「Blue Story」を含む計15曲を全形態共通収録。通常盤にはボーナストラックとして新曲「ちゅきちゅきブリザード」が収録される。
「Poppin' Hoppin' Lovin'」は、何気ない日常からワクワクするような"POP"な世界への入り口となる本作のリード曲となっており、MVが6月6日の19時28分（＝なにわの時間）にプレミア公開された。ショップのカウンターで退屈そうにしていたメンバーが、楽曲が始まると退屈な日常から抜け出そうと誘うかのようにエプロンを脱ぎ捨てて笑顔を弾けさせる、なにわ男子らしい「かわいらしさ」と「ポップさ」が詰め込まれた作品となっている。テレビでは7月7日放送のテレビ朝日系音楽番組『ミュージックステーション 2時間スペシャル』で初披露された。道枝はサビの最後でハートを作りながら頬にあてて左右に動かす振付がポイントであると述べている。
6月23日21時には「Poppin' Hoppin' Lovin'」とは正反対ともいえる楽曲「LAI-LA-LA」の[Official Music Video] YouTube ver.のMVがプレミア公開された。「自分の限界を超えろ」という前向きなメッセージを乗せた、グループ史上最高難易度と銘打たれたダンス・ナンバーで、MVも黒を基調とした衣装で大人びた印象の7人が笑顔を封印して激しく踊る、かわいいよりカッコイイが全面に押し出された作品となっている。6月27日16時時点で160万回を超える視聴回数で話題となり、7月5日に発表されたYouTubeチャートでも初登場7位にランクイン。7月7日には[Music Video Dance ver.] YouTube ver.も公開された。 
7月12日にはアルバムの発売を記念し、カラフルでポップなアルバムの世界観を堪能できる『なにわ男子 POP UP MALL』が東京・MAGNET by SHIBUYA109の7階に8月27日までの期間限定でオープンした。また、7月17日にはFM大阪『藤原丈一郎のなにわんだふるラジオ supported by ローソン』で同じくアルバムの発売を記念して放送時間を30分拡大した「じょーらじ1時間スペシャル」が放送された。

## 特典
先着購入特典
初回限定盤1・初回限定盤2・通常盤のいずれかをCDショップかオンラインショップで購入すると、先着で購入特典が1つ付属する。
- 初回限定盤1：『POPMALL』ミニうちわ
- 初回限定盤2：『POPMALL』レシート風スマホステッカー
- 通常盤：『POPMALL』ペーパーバッグ

@Loppi・HMV限定 先着購入特典
初回限定盤1・初回限定盤2・通常盤もいずれかを@LoppiやHMVで購入すると、それぞれ@Loppi・HMV限定メンバー絵柄の購入特典が先着で1つ付属する。
- 初回限定盤1：おかいものメモパッド
- 初回限定盤2：オリジナル・クリアファイル（A4サイズ）
- 通常盤：オリジナル・ステッカーシート

## 収録曲
クレジット出典

### CD
1. Poppin' Hoppin' Lovin' [3:26]
作詞・作曲：youth case / 編曲：佐々木博史
本作のリード曲[11]。ポップでスタイリッシュな楽曲[28]。
2. Prime Time [4:18]
作詞：youth case / 作曲：Erik Lidbom、youth case / 編曲：石塚知生
3. ハッピーサプライズ [4:37]
作詞・作曲：敬也-amazuti- / 編曲：amazuti
  - 3rdシングル
  - サンスター「オーラツー」キャンペーンソング
4. Tutti Frutti [3:18]
作詞：辻村有記 / 作曲：HIKARI / 編曲：吉岡たく
ファンクテイストのヒップホップ[28]。
5. I know [3:30]
作詞：YU-G / 作曲・編曲：h-wonder
6. LAI-LA-LA [3:27]
作詞：MiNE、Atsushi Shimada / 作曲：Kevin Borg、Peter Nord / 編曲：Peter Nord、立山秋航
7. Wanna be yours [3:13]
作詞：youth case / 作曲：石塚知生、youth case / 編曲：石塚知生
8. マジック [4:13]
作詞・作曲：東優太 / 編曲：CHOKKAKU
9. Special Kiss [4:47]
作詞・作曲：草川瞬、坂室賢一、佐原康太 / 編曲：佐原康太 / ストリングスアレンジ：佐藤泰将
  - 4thシングル
  - 映画『なのに、千輝くんが甘すぎる。』主題歌
  - ソフトバンク「なにわ男子HOUSE」CMソング
10. Tick Tack Heart [3:56]
作詞：玉谷友輝 / 作曲：Erik Lidbom、玉谷友輝 / 編曲：佐々木博史
11. Super Drivers !! [3:29]
作詞：Funk Uchino / 作曲・編曲：Josef Melin / ブラスアレンジ：竹上良成
12. ねぇ [4:20]
作詞・作曲・編曲：Atsushi Shimada、坂室賢一
歌詞は関西弁[29]。
13. Blue Story [4:30]
作詞・作曲：youth case / 編曲：ha-j
  - ファイントゥデイ「シーブリーズ」CMソング

王道青春ソングであり、2023年の「シーブリーズ」のテーマ「アセのち、ハレ！」も歌詞に反映されている[30]。
14. Melody [5:03]
作詞：Yuuki Sano、辻村有記 / 作曲：Erik Lidbom、Yuuki Sano / 編曲：佐々木博史
15. Paradise [3:35]
作詞：岡田一成 / 作曲：Erik Lidbom / 編曲：伊藤賢
16. ちゅきちゅきブリザード [3:23]（通常盤のみ）
作詞：西畑大吾 / 作曲：敬也-amazuti- / 編曲：amazuti
「ちゅきちゅきハリケーン」の続編で[31]、倦怠期をテーマにした楽曲[32]。大西が振付を担当[28]。

### BD・DVD

#### 初回限定盤1
1. 「Poppin' Hoppin' Lovin'」Music Video & Making
2. 「Poppin' Hoppin' Lovin'」Recording Behind
3. 「Blue Story」Recording MV

#### 初回限定盤2
1. 「LAI-LA-LA」Music Video & Making
2. 「LAI-LA-LA」Music Video（Dance Ver.）
3. 「LAI-LA-LA」Music Video（Solo Dance Ver.）
4. 「LAI-LA-LA」Choreography Behind

## チャート成績
初週43.8万枚を売り上げ、2023年7月24日付「オリコン週間アルバムランキング」で初登場1位を獲得した。